# Queensland Open 1992
Il Queensland Open 1992 è stato un torneo di tennis. È stata la 96ª edizione del torneo di Brisbane, che fa parte della categoria World Series nell'ambito dell'ATP Tour 1992 e della categoria Tier IV nell'ambito del WTA Tour 1992. Il torneo si è giocato a Brisbane in Australia, quello maschile si è giocato dal 28 settembre al 4 ottobre, quello femminile dal 30 dicembre 1991 al 5 gennaio 1992 su campi in cemento.

## Campioni

### Singolare maschile
Guillaume Raoux ha battuto in finale  Kenneth Carlsen con il punteggio di 6–4, 7–6(10).

### Doppio maschile
Steve DeVries /  David Macpherson hanno battuto in finale  Patrick McEnroe /  Jonathan Stark con il punteggio di 6–4, 6–4.

### Singolare femminile
Nicole Bradtke ha battuto in finale  Rachel McQuillan con il punteggio di 6–3, 6–2

### Doppio femminile
Jana Novotná /  Larisa Neiland hanno battuto in finale  Manon Bollegraf /  Nicole Bradtke con il punteggio di 6–4, 6–3